# Erich Grave
Erich Grave (* 22. März 1891 in Leipzig; † 19. August 1955 in Berlin) war ein deutscher Filmarchitekt und Bühnenbildner.

## Leben und Wirken
Grave erhielt eine praktische Ausbildung in Bühnenmalerei. Nach seinem Kriegsdienst 1914–18 war er als Bühnenmaler beschäftigt. Zu Beginn der 20er-Jahre begann Grave beim Film Szenenbildnern zu assistieren (beispielsweise Martin Jacoby-Boy 1922 bei So sind die Männer). Seit 1927 als Chefarchitekt aktiv, führte Grave zunächst nur Entwürfe des arrivierten Bühnenbildners und Grave-Lehrers Prof. Ernst Stern aus.
Zu Beginn des Tonfilm-Zeitalters kehrte er zeitweise zur Bühne zurück, ab 1934 beteiligte sich Grave auch wieder an Filmbauten. Im Dritten Reich kooperierte Erich Grave intensiv mit den früheren Protegés Arnold Fancks, Luis Trenker und Leni Riefenstahl. Für sie entwarf er die Kulissen zu den aufwendigen Großprojekten Der Kaiser von Kalifornien, Condottieri, Der Berg ruft, Der Feuerteufel und Tiefland. Eine seiner interessantesten Arbeiten lieferte Erich Grave zu Peter Pewas’ im Dritten Reich mit Aufführungsverbot belegten, emanzipatorischen Frauengeschichte Der verzauberte Tag.
Seine Nachkriegslaufbahn begann Grave 1947 bei der Junge Film-Union des Hamburger Produzenten und Regisseurs Rolf Meyer. Danach arbeitete er auch für andere Produktionsfirmen.

## Filmografie
- 1927: Die rollende Kugel
- 1927: Das Geheimnis des Abbé X
- 1928: Unmoral
- 1929: Ludwig der Zweite, König von Bayern
- 1934: Nur nicht weich werden, Susanne!
- 1935: Der Dschungel ruft
- 1936: Der Kaiser von Kalifornien
- 1937: Condottieri
- 1937: Der Berg ruft
- 1938: Frühlingsluft
- 1938: Eine Nacht im Mai
- 1938: Steputat & Co.
- 1939: Der Feuerteufel
- 1939: Ihr Privatsekretär
- 1940/53: Gesprengte Gitter
- 1940/54: Tiefland
- 1942: Weiße Wäsche
- 1942: Meine Frau Teresa
- 1942: Zwei glückliche Menschen
- 1943: Akrobat schö-ö-ön
- 1943: Der verzauberte Tag
- 1943/52: Moselfahrt mit Monika
- 1945: Sag’ endlich ja (unvollendet)
- 1947: Wege im Zwielicht
- 1948: Die Söhne des Herrn Gaspary
- 1948: Die Zauberschere (Kurzfilm)
- 1949: Diese Nacht vergess ich nie!
- 1949: Das Fräulein und der Vagabund
- 1950: Dieser Mann gehört mir
- 1951: Die Schuld des Dr. Homma
- 1952: Ein ganz großes Kind
- 1953: Der Onkel aus Amerika
- 1953: Die Prinzessin auf der Erbse
- 1953: Der Raub der Sabinerinnen
- 1954: Clivia